# Ла-Рошель-5
Ла-Рошель 5-й кантон (фр. Canton de La Rochelle-5) — кантон во Франции, находится в регионе Пуату — Шаранта. Департамент кантона — Шаранта Приморская. Входит в состав округа Ла-Рошель. Население кантона на 2006 год составляло 17 872 человек.
Код INSEE кантона 1744. Всего в кантон Ла-Рошель 5-й кантон входят 5 коммун, из них главной коммуной является Ла-Рошель.

## Коммуны кантона
- Энанд — население 1988 чел.
- Марсийи — население 2438 чел.
- Пюильборо — население 4990 чел.
- Сен-Ксандр — население 4470 чел.
- Ла-Рошель